# Krasnaja Poljana
Krasnaja Poljana (rusky Красная Поляна, v překladu Červená paseka) je sídlo městského typu na Krasnodarském kraji v Rusku. Leží v údolí Mzymty v Západním Kavkaze zhruba šedesát kilometrů východně od středu města Soči. Ze správního hlediska náleží k městské oblasti Lázně Soči, v rámci níž patří do Adlerského rajónu.
Význam Krasné Poljany je zejména sportovně-rekreační. Nachází se zde lyžařské středisko Roza Chutor, kde se odehrávají závody, například světového poháru v alpském lyžování v roce 2012 nebo závody v alpském lyžování v rámci zimních olympijských i paralympijských her.

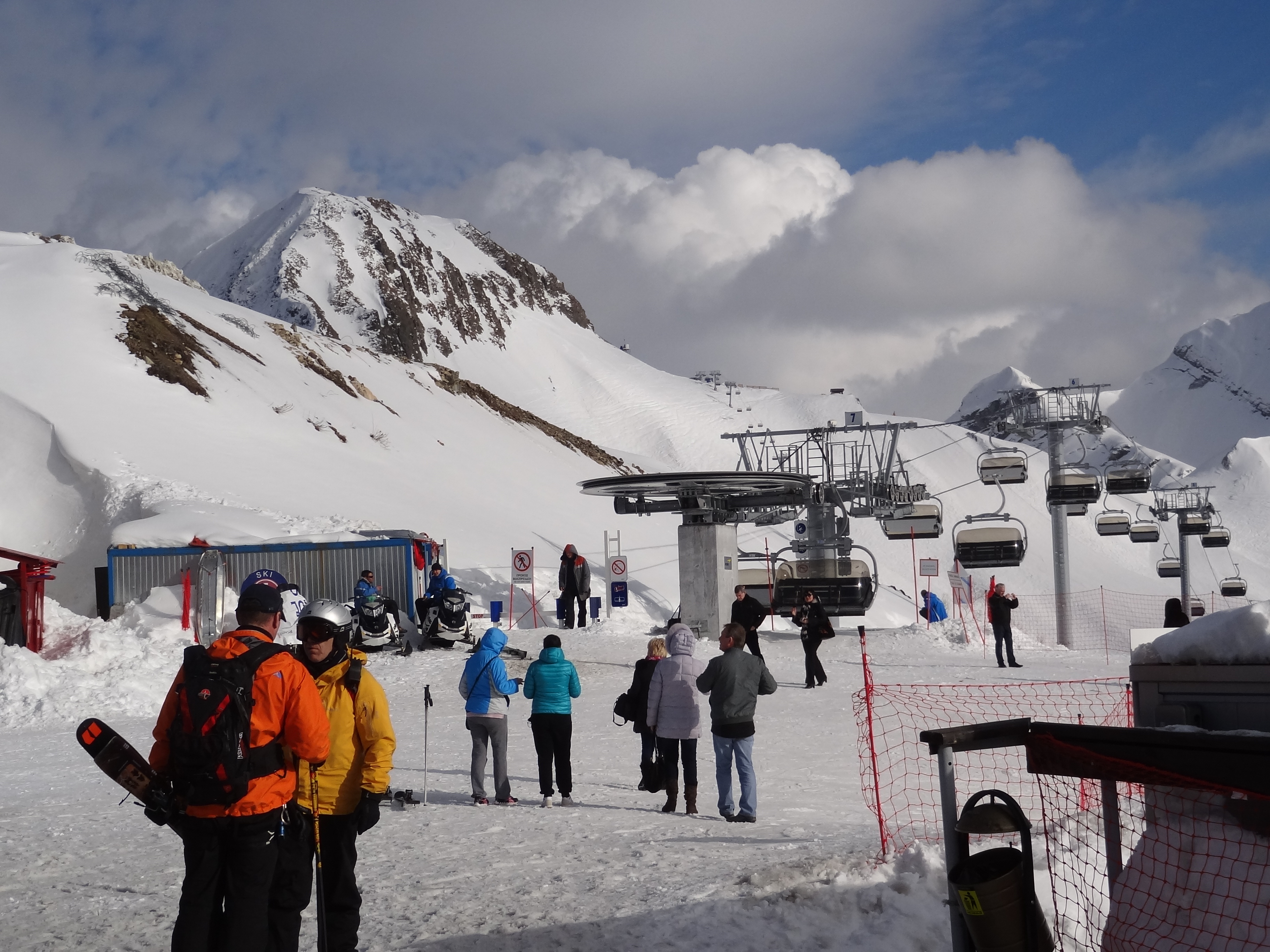
Lyžařské středisko Krasnaja Poljana
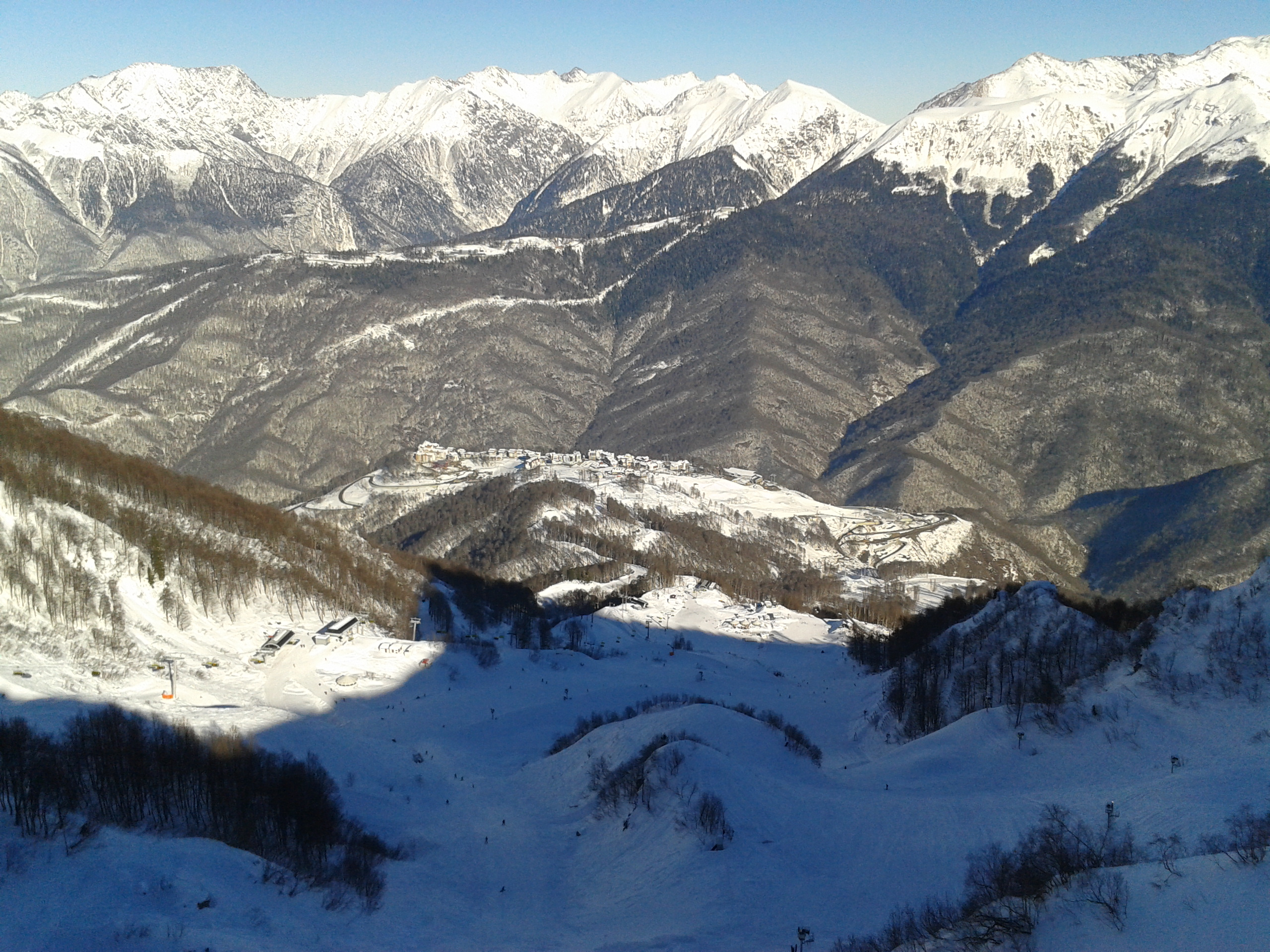
Lyžařský areál Roza Chutor